# Uncle Silas
Uncle Silas, (L'oncle Silas) és una novel·la gòtica de Sheridan Le Fanu. Escrita en 1864 a partir d'un relat breu anterior del mateix autor, és una de les obres més conegudes de l'autor. El seu èxit ha propiciat l'adaptació al cinema en 1947 i la seva influència és visible en moltes novel·les del gènere gòtic posterior.

## Argument
Maud viu sola amb el seu pare, retirat del món després de fracassar en política. A través d'ell coneix la història del seu oncle, Silas, a qui acusen d'assassí després que el seu principal creditor morís en estranyes circumstàncies a casa seva. Mai no es va poder provar l'autoria del crim, ja que el cadàver va aparèixer en una habitació tancada per dins, i el pare de la Maud viu convençut de la seva innocència. Per això quan està a punt de morir deixa la filla a càrrec de Silas. El testament especifica que si mor abans de la majoria d'edat, tota l'herència serà per a Silas, en cas contrari Maud serà la mestressa de totes les propietats familiars.
Maud es trasllada a viure amb Silas i allà coneix els seus dos fills, Dudley i Milly. L'atmosfera opressiva de la casa, amb uns criats que mai no parlen, destorba profundament la noia, que aviat descobreix que el seu oncle vol casar-la amb Dudley contra la seva voluntat. Quan Milly marxa a estudiar fora, Maud vol acompanyar-la per fugir de la influència de Silas i el seu fill. Una institutriu contractada per Silas, però, la tanca dins una cambra que la nena reconeix com l'habitació on havia mort l'home de qui tant s'havia parlat a la seva família. Convenç la institutriu d'estirar-se al seu llit mentre ella s'amaga en un racó, perquè té por del que li pugui passar. A mitja nit veu com Dudley entra per la finestra i amb un martell assassina la dona, creient que es tracta de Maud. Ella fuig corrents. Fora de perill, s'assabenta per uns veïns que Silas ha mort de sobredosi d'opi i que Dudley ha escapat de la justícia.

## Anàlisi
La mansió de l'oncle Silas és l'escenari típic de la novel·la gòtica, amb una atmosfera de terror, sorolls i ombres nocturnes i amenaces latents, en aquest cas la mort de Maud. S'insinua al llarg de tota la novel·la la presència de fantasmes lligats a l'assassinat en la cambra tancada, que després es descobreix que no existeixen sinó que tot és obra de pare i fill. Aquesta explicació de fenòmens sobrenaturals apareix a nombroses obres de l'època, que volien mantenir la versemblança malgrat els elements fantàstics per crear suspens. La violència de determinades escenes, com la mort a cops de martell de la institutriu, seran també freqüents en el gènere, que buscava aterrir la seva audiència, de caràcter popular.
La novetat de la novel·la, però, radica en el tractament dels personatges, més rodons que la majoria d'estereotips gòtics, encara que la divisió entre bons i dolents sigui clara des del començament. Així Maud canvia d'opinió respecte al seu oncle segons els esdeveniments. Es veu inclinada a considerar-lo innocent en les converses amb son pare i pel tracte amable que rep d'ell, i d'altra banda els rumors populars i la casa on viu li inspiren una profunda desconfiança que li acabarà salvant la vida. El fet que la història estigui narrada en primera persona ajuda a comprendre aquests dubtes interiors de la protagonista.